# БМ-24
240 мм реактивната система за залпов огън БМ-24 (РСЗО БМ-24) е въведена на въоръжение в Съветската армия през 1955 г. Създадена е от СКБ МОП под ръководството на В. П. Бармин.

## История
След края на Втората световна война съветското правителство издава директива до Конструкторско бюро N 2 (КБ-2) за модернизация на реактивните снаряди от времето на войната – М-13 и М-31. Същевременно започва и изучаването на пленените по време на войната германски реактивни снаряди, като най-голямо внимание е обърнато на 210 мм турбореактивен снаряд 21sm Wgr.42. Германският снаряд има 2 пъти по-голяма далекобойност от М-31 и по-голяма точност. Руските конструктори достигат до заключението, че е нецелесъобразно по-нататъшната модернизация на руските реактивни снаряди М-13 и М-31 и през есента на 1946 г. КБ-2 прави предложение за създаването на изцяло нов 210 мм турбореактивен снаряд на базата на германския 21sm Wgr.42. Първоначално на снаряда е дадено името РФС-210 (реактивен фугасен снаряд 210 мм), но по-късно то е променено на ТРС-24 (турбореактивен снаряд – 24). За разлика от снарядите с традиционни стабилизатори, турбореактивните снаряди имат едно много важно предимство – малки габарити. Така върху едно и също шаси мога да се компановат повече направляващи, поради липсата на стабилизатор.
Първите изпитания са проведени на Софринския полигон през 1947 г., но те показват ниска точност на попадението и незадоволителна работа на двигателя. Снарядът е върнат за доработка.
През 1949 г. са проведени повторни изпитания, които преминават отлично и снарядът е приет на въоръжение под индекса М-24Ф като основен за създадената с тази цел БМ-24. Едновременно е приет на въоръжение и втори снаряд, с химическа бойна глава – МС-24. Първоначално разработеният за БМ-24 снаряд М-24Ф е имал калибър 240,6 мм и дължина 1226 мм. Далечината на полета е достигала 7000 м. при маса на снаряда 112 кг. По-късно е разработен снаряд М-24ФУД с далечина на полета 10 680 м, като това е постигната с намаляване на бойната част и увеличаване на горивото. Въпреки въвеждането на новия снаряд, според съветските военни специалисти, е необходимо повишаване на далекобойността без намаляване на количеството ВВ в бойната част, поради намаляване поразяващата ефективност на снарядите.
В средата на 50-те години на въоръжение е въведен нов снаряд – МД-24Ф, имащ далекобойност 17 000 м. Подобряването на далекобойността е постигнато с увеличаването на дължината на ракетата на 428 мм и удвояване количеството на ракетното гориво.
Бойната машина 24 (БМ-24) е конструирана от СКБ МОП под ръководствотона В. П. Бармин. В качество на шаси е използван автомобилът с висока проходимост ЗИЛ-151.

## Предназначение
Реактивната систем за залпов огън БМ-24 е предназначена за:
1. подавяне и разрушаване на укрепени райони и опорни пунктове на противника;
2. унищожаване и подавяне на артилерийски и минохвъргачни батареи;
3. унищожаване на живата сила и бойната техника на противника в районите за съсредоточаване.

Организационно БМ-24 е била организирана в бригади или полкове на корпусно подчинение. В състава на стрелковия или механизирания корпус е имало на въоръжение 54 бр. БМ-24.

## Устройство
РСЗО БМ-24 има 12 направляващи тип „каркас“, монтирани на въртяща се рама. Поворотният механизъм е от червячен тип, а подемният от винтов. Приводите и на двата механизма са ръчни. Уравновесяващият механизъм е пружинен, тласкащ.
Двигателят е карбураторен с мощност 95 к.с. Запас от ход по шосе – 600 км. Кабината и горивните резервоари имат лека защита за предпазване от изгорелите ракетни газове при стрелба. В задната част на шасито са монтирани два винтови упорника, осигуряващи разтоварване на ресорите и устойчивост на машината при стрелба.
Зареждането на машината е ръчно, с помощта на специален лост и специални ловители.

## Модификации
- РСЗО БМ-24Т – използвано е шаси от верижен артилерийски влекач АТ-С. На въоръжение в танковите корпуси на Съветската армия. По-скъпа за обслужване, с по-ниска скорост и ниско н иво на моторесурса. Запас от ход по пресечена местност – 300 км.

ТТДанни на 240 мм РСЗО БМ-24 и БМ-24Т
| ТТДанни/Бойна машина                          | БМ-24           | БМ-24Т          |
| Базова машина                                 | ЗИЛ-151         | АТ-С            |
| Далекобойност, м                              | 10 600          | 10 600          |
| Екипаж                                        | 5               | 5               |
| Брой направляващи                             | 12              | 12              |
| Дължина на направляващите, мм                 | 2000            | 1400            |
| Вертикален ъгъл на насочване, гр.             | от +10° до +50° | от +10° до +50° |
| Хоризонтален ъгъл на насочване, гр.           | 140°            | 180°            |
| Дължина на системата, мм                      | 6930            | 5970            |
| Ширина на системата (бойно положение), мм     | 2650            | 2435            |
| Ширина на системата (походно положение), мм   | 2320            | 2435            |
| Височина на системата (бойно положение), мм   | 2800            | 3000            |
| Височина на системата (походно положение), мм | 3510            | н.д.            |
| Тегло на артил. част, кг                      | 1420            | 2870            |
| Общо тегло, кг                                | 8910            | 16 100          |
| Време за пълен залп, с                        | 6 – 8           | 6 – 8           |
| Време за преминаване в бойно положение, мин   | 4,5 – 6         | 4,5 – 6         |
| Време за зареждане, мин                       | 3 – 4           | 3 – 4           |
| Максимална скорост, км/ч                      | 55              | 35              |
| Дълбочина на преодоляване на брод, мм         | 750             | 1000            |

## Видове боеприпаси
- М-24Ф – турбореактивен фугасен снаряд (рус. турбореактивний фугасний снаряд).
- М-25ФУД – турбореактивен фугасен снаряд с увеличена далекобойност (рус. турбореактивний фугасний снаряд увеличенной дальности).
- МД-24Ф – далекобоен турбореактивен фугасен заряд (рус. далекобойний турбореактивний фугасний снаряд).
- МС-24 – турбореактивен химически снаряд (рус. турбореактивний химический снаряд).

- МС-24УД – турбореактивен химически снаряд с увеличена далекобойност (рус. турбореактивний химический снаряд увеличенной дальности).

ТТДанни на 240 мм турбореактивни снаряди използвани от РСЗО БМ-24 и БМ-24Т
| ТТДанни/Снаряд                             | М-24Ф      | М-24ФУД    | МД-24Ф     | МС-24      | МС-24УД    |
| Калибър, мм                                | 240,6      | 240,6      | 240,6      | 240,6      | 240,6      |
| Индекс на ГАУ 1                            | Ф-961      | Ф-961У     | 3Ф1        | н.д        | н.д.       |
| Балистичен индекс                          | ТС-59      | ТС-64      | н.д        | н.д.       | н.д        |
| Тип на взривателя                          | В-25/В-25М | В-25/В-25М | В-25/В-25М | В-25/В-25М | В-25/В-25М |
| Дължина, мм                                | 1124       | 1245       | 1684       | 1240       | 1240       |
| Тегло на снаряда, кг                       | 112,25     | 109        | 155        | 109        | 109        |
| Тегло на бойната част, кг                  | 60,8       | 46,5       | 48,4       | н.д.       | н.д.       |
| Тегло на ВВ, кг                            | 27,4       | 18,4       | 19,8       | н.д.       | н.д.       |
| Време за работа на двигателя, с            | 1 – 0,5    | 2,2 – 0.9  | 4,9 – 2.3  | 1 – 0,5    | 4,9 – 2.3  |
| Тяга на двигателя, кг                      | 6604       | 6604       | 4049       | 6604       | 4049       |
| Дулна скорост, м                           | 30 – 45    | 27 – 37    | н.д.       | н.д.       | н.д.       |
| Активен участък на полета, м               | 90         | 230 – 350  | н.д.       | н.д.       | н.д.       |
| Дължина на полета (максимална таблична), м | 6575       | 10 600     | 17 500     | 6500       | 16 000     |
| Макс. честота на въртене, об/мин           | 7000       | 95 000     | 15 000     | 7000       | 15 000     |
| Отколонение по далечина                    | 1/100      | 1/90       | 1/70       | 1/100      | 1/70       |
| Отклонение по ъгъл                         | 1/150      | 1/200      | 1/185      | 1/150      | 1/200      |

1 ГАУ – Главно артилерийско управление на Съветската армия